# لوتنا
لوتنا (لهستانی: Lotna) فیلمی در ژانر جنگی به کارگردانی آندری وایدا است که در سال ۱۹۵۹ منتشر شد. از بازیگران آن می‌توان به رومن پولانسکی اشاره کرد.
در جریان دیدار رسمی «اد لیمینا» اسقف‌های لهستان با واتیکان، پاپ فرانسیس به صحنه‌ای از فیلم لوتنا اشاره کرد که در آن یک کشیش در مسابقه‌ای اسب‌سواری پیروز می‌شود. او اسقف‌های لهستان را تشویق کرد که مانند آن کشیش در فیلم، با شجاعت پیش بتازند و در جامعه به ایمان خود شهادت دهند. وقتی آندری وایدا، کارگردان فیلم، از اشاره پاپ به اثرش باخبر شد، در پاسخ گفت: «ارزشش را داشت که این‌قدر عمر کنم.»